# Nelson Pablo Yester-Garrido
Nelson Pablo Yester-Garrido, més conegut com a Tony Yester, (30 de juny de 1957) és un narcotraficant cubà.
Algunes fonts consideren que Yester va ser membre de la intel·ligència castrista. Va arribar als Estats Units amb l'Èxode del Mariel de 1980, i va tenir els primers problemes legals amb la justícia el 1982 per tinença il·lícita d'armes. Va ser detingut el 1989 a l'Aeroport Internacional de Miami per falsificació del seu passaport i targetes de crèdit. Segons fonts judicials nord-americanes, des de finals de la dècada de 1980 fins a principis del 1997, Yester va estar implicat en el tràfic de cocaïna i altres drogues, operant amb càrtels colombians. Es va fer famós per l'intent de vendre, associat a Ludwig Fainberg,
un submarí militar soviètic al Càrtel de Calí, operació frustrada però que Yester va aprofitar per apropiar-se de deu milions de dòlars que el càrtel havia avançat.
Buscat per la justícia dels Estats Units i els narcotraficants, Yester va fugir i va establir-se a Sandton (Sud-àfrica), durant més de 14 anys, on se'l relacionà amb la xarxa del narcotraficant Glenn Agliotti. L'abril de 2011 va ser detingut en una operació que va decomissar 166kg de cocaïna a Port Elisabeth, provinents del Brasil, però posteriorment es van retirar els càrrecs contra ell gràcies a un suborn que va afectar la instrucció del cas. Quan encara era un dels fugitius més buscats per la Interpol, Yester va ser entrevistat a l'Aeroport Lanseria de Johannesburgper al documental Operation Odessa (2018), dirigit per Tiller Russell, on es relata l'intent de compra del submarí rus i la seva fugida.
El desembre de 2017 va ser detingut a Roma, i el 16 de juliol de 2019 va ser extradit als Estats Units en el marc d'una investigació del 2015 que situava Yester com a membre d'una xarxa que distribuïa marihuana a Florida. L'agost de 2020 es va declarar culpable dels càrrecs, i el desembre d'aquell mateix any va ser condemnat a cinc anys de presó.